# Bezirk Steyr-Land
Der Bezirk Steyr-Land ist ein politischer Bezirk des Landes Oberösterreich.
Er liegt im Traunviertel um die Stadt Steyr, an der Grenze zu Niederösterreich.

## Geschichte
Der Bezirk wurde im Jahr 1868 eingerichtet. 1903 wurde der Gerichtsbezirkssprengel Neuhofen an den Bezirk Linz-Land angegliedert. 1938 wurden die Gerichtsbezirke Grünburg und Kremsmünster auf die Bezirkshauptmannschaften Kirchdorf und Steyr-Land neu aufgeteilt.

## Bezirkshauptmannschaft
Die Bezirksverwaltung hat ihren Sitz in der Stadt Steyr (Spitalskystraße 10a, 4400 Steyr). Steyr selbst ist eine Statutarstadt und hat daher eine eigene Bezirksverwaltung.

## Angehörige Gemeinden

Gemeinden des Bezirks Steyr-Land

Der Bezirk Steyr-Land umfasst 20 Gemeinden, davon eine Stadt und sechs Marktgemeinden. Die Einwohnerzahlen stammen vom 1. Jänner 2025.
| Gemeinde                  | Lage | Ew    | km²    | Ew / km² | Gerichtsbezirk | Region | Typ             | Foto | Metadaten         |
| ------------------------- | ---- | ----- | ------ | -------- | -------------- | ------ | --------------- | ---- | ----------------- |
| Adlwang                   |      | 2.166 | 17,21  | 126      | Steyr          |        | Gemeinde        | ja   | Gem.Kennz.: 41501 |
| Aschach an der Steyr      |      | 2.302 | 21,91  | 105      | Steyr          |        | Gemeinde        | ja   | Gem.Kennz.: 41502 |
| Bad Hall                  |      | 5.868 | 13,36  | 439      | Steyr          |        | Stadt- gemeinde | ja   | Gem.Kennz.: 41503 |
| Dietach                   |      | 3.460 | 20,65  | 168      | Steyr          |        | Gemeinde        | ja   | Gem.Kennz.: 41504 |
| Gaflenz                   |      | 1.961 | 58,78  | 33       | Steyr          |        | Markt- gemeinde | ja   | Gem.Kennz.: 41505 |
| Garsten                   |      | 6.674 | 53,21  | 125      | Steyr          |        | Markt- gemeinde | ja   | Gem.Kennz.: 41506 |
| Großraming                |      | 2.636 | 107,70 | 24       | Steyr          |        | Gemeinde        | ja   | Gem.Kennz.: 41507 |
| Laussa                    |      | 1.240 | 34,32  | 36       | Steyr          |        | Gemeinde        | ja   | Gem.Kennz.: 41508 |
| Losenstein                |      | 1.678 | 19,41  | 86       | Steyr          |        | Gemeinde        | ja   | Gem.Kennz.: 41509 |
| Maria Neustift            |      | 1.633 | 45,95  | 36       | Steyr          |        | Gemeinde        | ja   | Gem.Kennz.: 41510 |
| Pfarrkirchen bei Bad Hall |      | 2.359 | 11,18  | 211      | Steyr          |        | Gemeinde        | ja   | Gem.Kennz.: 41511 |
| Reichraming               |      | 1.670 | 102,28 | 16       | Steyr          |        | Gemeinde        | ja   | Gem.Kennz.: 41512 |
| Rohr im Kremstal          |      | 1.494 | 13,60  | 110      | Steyr          |        | Gemeinde        | ja   | Gem.Kennz.: 41513 |
| St. Ulrich bei Steyr      |      | 3.235 | 39,04  | 83       | Steyr          |        | Gemeinde        | ja   | Gem.Kennz.: 41514 |
| Schiedlberg               |      | 1.317 | 30,07  | 44       | Steyr          |        | Gemeinde        | ja   | Gem.Kennz.: 41515 |
| Sierning                  |      | 9.867 | 38,18  | 258      | Steyr          |        | Markt- gemeinde | ja   | Gem.Kennz.: 41516 |
| Ternberg                  |      | 3.390 | 62,01  | 55       | Steyr          |        | Markt- gemeinde | ja   | Gem.Kennz.: 41517 |
| Waldneukirchen            |      | 2.279 | 26,53  | 86       | Steyr          |        | Gemeinde        | ja   | Gem.Kennz.: 41518 |
| Weyer                     |      | 3.995 | 223,81 | 18       | Steyr          |        | Markt- gemeinde | ja   | Gem.Kennz.: 41522 |
| Wolfern                   |      | 3.389 | 32,58  | 104      | Steyr          |        | Markt- gemeinde | ja   | Gem.Kennz.: 41521 |

## Mittelpunkt
Der Flächenschwerpunkt des Bezirkes Steyr-Land liegt in der Katastralgemeinde Stiedelsbach, Gemeinde Losenstein (⊙).

## Tourismus
Touristische Höhepunkte im Bezirk Steyr-Land sind die Eurotherme Bad Hall und der Nationalpark Kalkalpen, der eine unberührte Landschaft bietet und zum Radfahren, Wandern und Reiten einlädt. Das Nationalpark Besucherzentrum Ennstal dient als Anlaufstelle.